# Alain Riou
Alain Riou (*  28. Juli 1953; † 6. Dezember 2004) war ein französischer Politiker.

## Leben
Zuletzt war Riou Vorsitzender der Grünen des Stadtrats von Paris (frz.: Conseil de Paris).
Ursprünglich wurde er Abgeordneter des 20. Arrondissements für die Sozialisten (PS), später für die Grünen. 1995 wurde er wieder auf der Liste der PS in den Pariser Stadtrat im 20. Arrondissement gewählt. Er wurde zu den Rocardiens gezählt, die sich als antikommunistische, pro marktwirtschaftliche Strömung in der PS verstehen.
Riou trat 1999 den Grünen bei und wurde 2003 ihr Vorsitzender. Als Jurist war er Berater des Verteidigungsministers von 1975 bis 1982, bevor er seine Karriere im Kultusministerium fortsetzte.

## Werke (Auswahl)
- Des „dépenses de bouche“ des époux Chirac. Yvelinédition, Montigny-le-Bretonneux 2004, ISBN 2-84668-039-6.
- Le droit de la culture, et le droit à la culture. ESF, Paris 1993, ISBN 2-7101-1003-2.

| Personendaten    | Personendaten           |
| ---------------- | ----------------------- |
| NAME             | Riou, Alain             |
| KURZBESCHREIBUNG | französischer Politiker |
| GEBURTSDATUM     | 28. Juli 1953           |
| STERBEDATUM      | 6. Dezember 2004        |